# Hannoverscher Sportverein von 1896 1979-1980
Questa voce raccoglie le informazioni riguardanti l'Hannoverscher Sportverein von 1896 nelle competizioni ufficiali della stagione 1979-1980.

## Stagione
Nella stagione 1979-1980 l'Hannover, allenato da Diethelm Ferner, concluse il campionato di 2. Bundesliga al 3º posto. In Coppa di Germania l'Hannover fu eliminato al primo turno dal Kickers Offenbach.

## Rosa
| N. |                     | Ruolo | Calciatore       |
| -- | ------------------- | ----- | ---------------- |
|    | Germania (bandiera) | P     | Jürgen Rynio     |
|    | Germania (bandiera) | D     | Peter Anders     |
|    | Germania (bandiera) | D     | Georg Damjanoff  |
|    | Germania (bandiera) | D     | Bernd Gorski     |
|    | Germania (bandiera) | D     | Horst Kinkeldey  |
|    | Germania (bandiera) | D     | Rainer Scholz    |
|    | Germania (bandiera) | D     | Ulf Winskowsky   |
|    | Germania (bandiera) | C     | Hans-Georg Kulik |

| N. |                     | Ruolo | Calciatore             |
| -- | ------------------- | ----- | ---------------------- |
|    | Germania (bandiera) | C     | Heiko Mertes           |
|    | Germania (bandiera) | C     | Theodor Rieländer      |
|    | Germania (bandiera) | C     | Jürgen Stoffregen      |
|    | Germania (bandiera) | A     | Peter Hayduk           |
|    | Germania (bandiera) | A     | Karl-Heinz Mrosko      |
|    | Senegal (bandiera)  | A     | George Sagna           |
|    | Germania (bandiera) | A     | Dieter Schatzschneider |
|    | Germania (bandiera) | A     | Günter Volkmer         |

## Organigramma societario
Area tecnica
- Allenatore: Diethelm Ferner
- Allenatore in seconda:
- Preparatore dei portieri:
- Preparatori atletici:

## Calciomercato

### Sessione estiva
| Acquisti | Acquisti          | Acquisti         | Acquisti |
| R.       | Nome              | da               | Modalità |
| -------- | ----------------- | ---------------- | -------- |
| D        | Bernd Gorski      | Amburgo          |          |
| A        | Peter Hayduk      | Wuppertal        |          |
| A        | Karl-Heinz Mrosko | Arminia Hannover |          |
| P        | Jürgen Rynio      | St. Pauli        |          |

| Cessioni | Cessioni         | Cessioni       | Cessioni |
| R.       | Nome             | a              | Modalità |
| -------- | ---------------- | -------------- | -------- |
| P        | Heinz Blasey     | Wanne-Eickel   |          |
| C        | Johan Tsakliotis | Hannover 96 II |          |

### Sessione invernale
| Acquisti | Acquisti | Acquisti | Acquisti |
| R.       | Nome     | da       | Modalità |
| -------- | -------- | -------- | -------- |

| Cessioni | Cessioni | Cessioni | Cessioni |
| R.       | Nome     | a        | Modalità |
| -------- | -------- | -------- | -------- |

## Risultati

### 2. Bundesliga

#### Girone di andata
| Arbitro: | Winkler |

|                     |           |                                                                |
| Amiq 53’ Zander 84’ | Marcatori | 7’ (aut.) Groothuis 12’ Hayduk 55’, 65’ (rig.) Schatzschneider |

| Arbitro: | Mölm |

|  |           |             |
|  | Marcatori | 64’ Herbeck |

| Arbitro: | Reichmann |

|               |           |                       |
| Lindecker 11’ | Marcatori | 57’ Anders 88’ Mertes |

| Arbitro: | Waltert |

|                                          |           |  |
| Rieländer 27’ Schatzschneider 44’ (rig.) | Marcatori |  |

| Arbitro: | Wichmann |

|               |           |                       |
| Rogoznica 64’ | Marcatori | 54’ Anders 74’ Hayduk |

| Arbitro: | Eschenbach |

|            |           |           |
| Hayduk 31’ | Marcatori | 58’ Heise |

| Arbitro: | Rieb |

|            |           |  |
| Kosien 33’ | Marcatori |  |

| Arbitro: | Barnick |

|                      |           |                         |
| Mrosko 29’ Sagna 80’ | Marcatori | 19’ Sackewitz 71’ Graul |

| Aquisgrana 21 settembre 1979 9ª giornata | Alemannia Aquisgrana | 0 – 0 referto | Hannover 96 | Stadio Tivoli (18 000 spett.)\| Arbitro: \| Kespohl \| |
| Arbitro:                                 | Kespohl              |               |             |                                                        |

| Arbitro: | Vordanz |

|                                           |           |  |
| Mrosko 37’ Schatzschneider 41’ Mertes 90’ | Marcatori |  |

| Arbitro: | Pauly |

|                 |           |                          |
| Stolzenburg 43’ | Marcatori | 29’ Hayduk 82’ Kinkeldey |

| Arbitro: | Niemann |

|                               |           |                       |
| Schatzschneider 23’, 26’, 62’ | Marcatori | 45’ Quabeck 50’ Halbe |

| Arbitro: | Eschweiler |

|            |           |            |
| Kaczor 57’ | Marcatori | 88’ Mrosko |

| Arbitro: | Wippker |

|                                          |           |                   |
| Schatzschneider 45’, 54’, 85’ Mrosko 61’ | Marcatori | 86’ (rig.) Herget |

| Arbitro: | Waltert |

|            |           |  |
| Anders 83’ | Marcatori |  |

| Arbitro: | Milkert |

|  |           |                       |
|  | Marcatori | 52’ Hayduk 70’ Mertes |

| Arbitro: | Fiene |

|                     |           |           |
| Schatzschneider 88’ | Marcatori | 12’ Gless |

| Arbitro: | Kasperowski |

|                                  |           |  |
| Hammes 30’ Patzke 34’ Kunkel 83’ | Marcatori |  |

| Arbitro: | Gathmann |

|                                   |           |  |
| Kinkeldey 63’ Schatzschneider 88’ | Marcatori |  |

#### Girone di ritorno
| Arbitro: | Malbranc |

|                                |           |            |
| Schatzschneider 23’ Hayduk 47’ | Marcatori | 60’ Zander |

| Arbitro: | Uhlig |

|  |           |                                                |
|  | Marcatori | 20’, 41’ (rig.) Schatzschneider 29’ Winskowsky |

| Arbitro: | Lins |

|                       |           |  |
| Mertes 49’ Hayduk 77’ | Marcatori |  |

| Kiel 3 aprile 1980 23ª giornata | Holstein Kiel | 0 – 0 referto | Hannover 96 | Holstein-Stadion (9 500 spett.)\| Arbitro: \| Horeis \| |
| Arbitro:                        | Horeis        |               |             |                                                         |

| Arbitro: | Osmers |

|                                           |           |  |
| Schatzschneider 9’, 64’ (rig.) Mertes 43’ | Marcatori |  |

| Arbitro: | Gabor |

|             |           |                                |
| Seegler 41’ | Marcatori | 33’ Schatzschneider 58’ Hayduk |

| Arbitro: | Eschweiler |

|                                |           |  |
| Hayduk 73’ Schatzschneider 90’ | Marcatori |  |

| Arbitro: | Brückner |

|                                |           |  |
| Peitsch 10’ (rig.) Büscher 22’ | Marcatori |  |

| Arbitro: | Risse |

|                                           |           |  |
| Schatzschneider 8’ (rig.), 77’ Mrosko 50’ | Marcatori |  |

| Arbitro: | Milkert |

|                                          |           |                            |
| Lehmann 58’ (rig.) Harth 64’ Feilzer 82’ | Marcatori | 68’ (rig.) Schatzschneider |

| Arbitro: | Teichert |

|            |           |  |
| Mrosko 72’ | Marcatori |  |

| Arbitro: | Assenmacher |

|  |           |                                         |
|  | Marcatori | 13’, 50’, 86’ Schatzschneider 27’ Sagna |

| Arbitro: | Ahlenfelder |

|                                 |           |  |
| Schatzschneider 75’, 90’ (rig.) | Marcatori |  |

| Arbitro: | Möller |

|                                      |           |                          |
| Lippens 12’ Herget 14’ Meininger 85’ | Marcatori | 18’, 56’ Schatzschneider |

| Arbitro: | Hennig |

|                        |           |            |
| Alfes 21’ Petković 78’ | Marcatori | 75’ Hayduk |

| Arbitro: | Gabor |

|                                                 |           |                     |
| Volkmer 32’ Hayduk 60’ Schatzschneider 78’, 81’ | Marcatori | 34’ Segler 87’ Mall |

| Arbitro: | Wuttke |

|  |           |                                        |
|  | Marcatori | 72’ Schatzschneider 75’, 90’ Kinkeldey |

| Arbitro: | Lins |

|            |           |                                 |
| Mertes 50’ | Marcatori | 41’ Drews 64’ Kunkel 80’ Hammes |

| Arbitro: | Glasneck |

|                                 |           |                                |
| Pallaks 52’, 87’ Goscianiak 72’ | Marcatori | 12’ Hayduk 83’ Schatzschneider |

### Coppa di Germania
| Arbitro: | Föckler |

|                                   |           |            |
| Lasch 1’ Krause 12’ Grünewald 51’ | Marcatori | 15’ Hayduk |

## Statistiche

### Statistiche di squadra
| Competizione      | Punti | In casa | In casa | In casa | In casa | In casa | In casa | In trasferta | In trasferta | In trasferta | In trasferta | In trasferta | In trasferta | Totale | Totale | Totale | Totale | Totale | Totale | DR  |
| Competizione      | Punti | G       | V       | N       | P       | Gf      | Gs      | G            | V            | N            | P            | Gf           | Gs           | G      | V      | N      | P      | Gf     | Gs     | DR  |
| ----------------- | ----- | ------- | ------- | ------- | ------- | ------- | ------- | ------------ | ------------ | ------------ | ------------ | ------------ | ------------ | ------ | ------ | ------ | ------ | ------ | ------ | --- |
| 2. Bundesliga     | 52    | 19      | 14      | 3       | 2       | 39      | 14      | 19           | 9            | 3            | 7            | 31           | 24           | 38     | 23     | 6      | 9      | 70     | 38     | +32 |
| Coppa di Germania | -     | 0       | 0       | 0       | 0       | 0       | 0       | 1            | 0            | 0            | 1            | 1            | 3            | 1      | 0      | 0      | 1      | 1      | 3      | -2  |
| Totale            | 52    | 19      | 14      | 3       | 2       | 39      | 14      | 20           | 9            | 3            | 8            | 32           | 27           | 39     | 23     | 6      | 10     | 71     | 41     | +30 |

### Andamento in campionato
| Giornata  | 1 | 2 | 3 | 4 | 5 | 6 | 7 | 8 | 9 | 10 | 11 | 12 | 13 | 14 | 15 | 16 | 17 | 18 | 19 | 20 | 21 | 22 | 23 | 24 | 25 | 26 | 27 | 28 | 29 | 30 | 31 | 32 | 33 | 34 | 35 | 36 | 37 | 38 |
| --------- | - | - | - | - | - | - | - | - | - | -- | -- | -- | -- | -- | -- | -- | -- | -- | -- | -- | -- | -- | -- | -- | -- | -- | -- | -- | -- | -- | -- | -- | -- | -- | -- | -- | -- | -- |
| Luogo     | T | C | T | C | T | C | T | C | T | C  | T  | C  | T  | C  | C  | T  | C  | T  | C  | C  | T  | C  | T  | C  | T  | C  | T  | C  | T  | C  | T  | C  | T  | T  | C  | T  | C  | T  |
| Risultato | V | P | V | V | V | N | P | N | N | V  | V  | V  | N  | V  | V  | V  | N  | P  | V  | V  | V  | V  | N  | V  | V  | V  | P  | V  | P  | V  | V  | V  | P  | P  | V  | V  | P  | P  |
| Posizione | 1 | 9 | 7 | 4 | 2 | 3 | 4 | 5 | 7 | 5  | 5  | 3  | 4  | 3  | 3  | 2  | 2  | 4  | 3  | 2  | 2  | 2  | 2  | 2  | 2  | 2  | 2  | 2  | 2  | 2  | 2  | 2  | 2  | 3  | 3  | 3  | 3  | 3  |

Legenda:

Luogo: C = Casa; T = Trasferta. Risultato: V = Vittoria; N = Pareggio; P = Sconfitta.

### Statistiche dei giocatori
| Giocatore          | 2. Bundesliga | 2. Bundesliga | 2. Bundesliga | 2. Bundesliga | Coppa di Germania | Coppa di Germania | Coppa di Germania | Coppa di Germania | Totale   | Totale | Totale      | Totale     |
| Giocatore          | Presenze      | Reti          | Ammonizioni   | Espulsioni    | Presenze          | Reti              | Ammonizioni       | Espulsioni        | Presenze | Reti   | Ammonizioni | Espulsioni |
| ------------------ | ------------- | ------------- | ------------- | ------------- | ----------------- | ----------------- | ----------------- | ----------------- | -------- | ------ | ----------- | ---------- |
| P. Anders          | 30            | 3             | 2             | 1             | 1                 | 0                 | 0                 | 0                 | 31       | 3      | 2           | 1          |
| G. Damjanoff       | 36            | 0             | 3             | 0             | 1                 | 0                 | 1                 | 0                 | 37       | 0      | 4           | 0          |
| B. Gorski          | 25            | 0             | 3             | 0             | 0                 | 0                 | 0                 | 0                 | 25       | 0      | 3           | 0          |
| P. Hayduk          | 37            | 12            | 0             | 0             | 1                 | 1                 | 0                 | 0                 | 38       | 13     | 0           | 0          |
| H. Kinkeldey       | 37            | 4             | 4             | 0             | 1                 | 0                 | 0                 | 0                 | 38       | 4      | 4           | 0          |
| H. Kulik           | 33            | 0             | 1             | 0             | 0                 | 0                 | 0                 | 0                 | 33       | 0      | 1           | 0          |
| H. Mertes          | 33            | 6             | 1             | 0             | 1                 | 0                 | 0                 | 0                 | 34       | 6      | 1           | 0          |
| K. Mrosko          | 35            | 6             | 6             | 0             | 1                 | 0                 | 0                 | 0                 | 36       | 6      | 6           | 0          |
| T. Rieländer       | 25            | 1             | 1             | 0             | 1                 | 0                 | 0                 | 0                 | 26       | 1      | 1           | 0          |
| J. Rynio           | 38            | 0             | 1             | 0             | 1                 | 0                 | 0                 | 0                 | 39       | 0      | 1           | 0          |
| G. Sagna           | 26            | 2             | 0             | 0             | 1                 | 0                 | 0                 | 0                 | 27       | 2      | 0           | 0          |
| D. Schatzschneider | 37            | 33            | 3             | 0             | 1                 | 0                 | 1                 | 0                 | 38       | 33     | 4           | 0          |
| R. Scholz          | 25            | 0             | 3             | 1             | 1                 | 0                 | 0                 | 0                 | 26       | 0      | 3           | 1          |
| J. Stoffregen      | 8             | 0             | 0             | 0             | 0                 | 0                 | 0                 | 0                 | 8        | 0      | 0           | 0          |
| G. Volkmer         | 16            | 1             | 0             | 0             | 1                 | 0                 | 0                 | 0                 | 17       | 1      | 0           | 0          |
| U. Winskowsky      | 31            | 1             | 4             | 0             | 1                 | 0                 | 0                 | 0                 | 32       | 1      | 4           | 0          |